# Сан Сити (Аризона)
Сан Сити (енгл. Sun City) насељено је место без административног статуса у америчкој савезној држави Аризона.

## Демографија
По попису из 2010. године број становника је 37.499, што је 810 (-2,1%) становника мање него 2000. године.
| Група             | 2000.          | 2010.          |
| Белци             | 37.420 (97,7%) | 35.409 (94,4%) |
| Афроамериканци    | 196 (0,5%)     | 528 (1,4%)     |
| Азијати           | 115 (0,3%)     | 244 (0,7%)     |
| Хиспаноамериканци | 383 (1,0%)     | 1.034 (2,8%)   |
| Укупно            | 38.309         | 37.499         |